# Cornelia B. Wilbur
Cornelia Burwell Wilbur (26 de agosto de 1908 - 20 de septiembre de 1992) fue una psiquiatra estadounidense. Es  conocida por el superventas que escribió Flora Rheta Schreiber, y dos películas para televisión tituladas con el mismo nombre de Sybil, sobre el tratamiento psiquiátrico que le brindó a una mujer con trastorno de identidad disociativo.

## Vida y educación
Cornelia Wilbur —"Connie", como le decía su famosa paciente Shirley Masson— nació en Cleveland, Ohio, el 26 de agosto de 1908. Cuando pequeña, su familia se mudó a un rancho en Montana. La familia regresó a Cleveland en 1918. Fue educada en escuelas públicas de Montana y Cleveland. 
Asistió al William Smith College en Geneva, Nueva York, antes de matricularse en la Universidad de Michigan en Ann Arbor, Michigan. Recibió su licenciatura y maestría de la Universidad de Michigan. Luego se matriculó en la Facultad de Medicina de la Universidad de Michigan. Mientras estaba en la escuela de medicina, se convirtió en la primera doctora externa—un puesto similar al internado en medicina— en el Hospital Estatal de Kalamazoo, donde también trató con éxito a una niña agorafóbica diagnosticada con histeria.  Wilbur se graduó de medicina en 1939. Fue una de las ocho mujeres de su graduación. 
Wilbur ejerció la psiquiatría en Omaha, Nebraska; Nueva York; y Weston, Virginia Occidental. 
Wilbur es más conocida por su trabajo con Shirley Ardell Mason, quien había sufrido graves abusos cuando era niña y que, como resultado, desarrolló 16 partes disociadas conocidas como alters o personalidades. Wilbur contactó con la escritora Flora Rheta Schreiber para escribir el caso en un formato novelizado, pues, según la autora Schreiber, Wilbur pensaba que no era suficiente presentar el caso en una revista médica, "pues además del significado profesional, tenía implicaciones psicológicas y filosóficas para el público general". Se publicó en 1973 y, después de convertirse en superventas, se hizo una miniserie para televisión con el mismo nombre (Sybil). Wilbur diagnosticó y trató Mason por trastorno de identidad disociativo (entonces conocido como trastorno de personalidad múltiple) durante 11 años, a partir de 1954. 

## Vida académica
Wilbur se unió a la Facultad de Medicina de la Universidad de Kentucky en 1967 y obtuvo un nombramiento como profesora de psiquiatría. 
Fue una médica pionera, además de educadora, investigadora y mentora para otros en el campo de la psiquiatría. Wilbur fue una de las autoras de Homosexualidad: un estudio psicoanalítico de hombres homosexuales (1962),  un estudio influyente sobre el desarrollo de la homosexualidad masculina. 
Wilbur dio conferencias en todo el mundo sobre el abuso a niños, cónyuges y ancianos y sus repercusiones, y abogó por la educación de los padres para prevenir el abuso infantil. También estaba interesada en aumentar las tasas de admisión de mujeres a las facultades de medicina. 
A finales de la década de 1970, Wilbur consultó sobre el caso de Billy Milligan, el primer hombre absuelto de un delito en Estados Unidos por razón de enajenación mental debida a un trastorno de personalidad múltiple.
Wilbur era Diplomática de la Junta Estadounidense de Neurología y Psiquiatría tanto en Neurología como en Psiquiatría (1946), tenía un certificado en psicoanálisis (1951) y era profesora emérita en la Facultad de Medicina de la Universidad de Kentucky. Fue miembro vitalicio de la Asociación Médica Estadounidense, la Asociación Psiquiátrica Estadounidense y la Academia Estadounidense de Psicoanálisis. Fue honrada por la Facultad de Medicina de la Universidad de Kentucky por su destacada contribución a la educación médica. En 1987, fue honrada por sus Logros Distinguidos por la Sociedad Internacional para el Estudio de la Personalidad Múltiple y los Trastornos Disociativos. Publicó alrededor de 50 artículos en revistas científicas revisadas por pares. 

## Controversia de Mason
El diagnóstico de Wilbur sobre Mason ha sido cuestionado, y tanto Flora Schreiber como ella han sido acusadas de inventar o exagerar el diagnóstico de personalidad múltiple y de manipular a Mason para obtener beneficios profesionales y financieros. Un análisis del caso de "Sybil" es el libro de la periodista Debbie Nathan, Sybil Exposed: The Extraordinary Story Behind the Famous Multiple Personality Case.  Nathan examina inconsistencias y su análisis de que Mason nunca mostró múltiples personalidades hasta que conoció a Wilbur. Los síntomas de la paciente, sugiere, se desarrollaron con los años a través de un autoengaño reforzado por Wilbur. Nathan afirma que Wilbur y Schreiber fabricaron aspectos de la narrativa del tratamiento en Sybil para su libro, incluyendo la afirmación del padre de Mason de que a la madre de Mason tenía esquizofrenia. 
Personas que se relacionaron con Shirley Mason respaldaron el diagnóstico de Shirley.    Algunos profesionales de trastornos disociativos, como Colin A. Ross, han cuestionado la tesis de Nathan de que el diagnóstico real de Masson no era TID, sino una anemia perniciosa. Ross menciona que este tipo de anemia no causa los síntomas que Nathan describe, no desaparece durante los nueve años que Shirley no estuvo en terapia, y Nathan no muestra evidencia alguna de este diagnóstico. Aunque Ross reconoce que Wilbur incurrió en violaciones éticas y de límites que no pueden dejarse pasar. 

## Muerte
Wilbur falleció en 1994, a los 84 años. Se sabe que le habían diagnosticado la enfermedad de Parkinson, pero se desconoce la causa exacta de su muerte.

## Apariciones
Viejos videos de Wilbur aparecen en el documental Monsters Inside: The 24 Faces of Billy Milligan. 